# Église de l'autoroute de Siegerland
L’église de l'autoroute de Siegerland ou église de l'autoroute A 45, en allemand : Autobahnkirche Siegerland ou Autobahnkirche an der A 45, est une église de route chrétienne œcuménique, située sur l'autoroute Bundesautobahn 45, près de Wilnsdorf, en Rhénanie-du-Nord-Westphalie, en Allemagne. Elle est accessible par la jonction 23 de Wilnsdorf, au sud du Siegerland. L'édifice est inauguré en 2013 et a reçu plusieurs prix d'architecture.

## Histoire
L'église est l'une des nombreuses églises routières allemandes. Elle est initiée par des mécènes privés et financée principalement par des dons. Le bâtiment est construit d'après un projet du bureau d'architecture Schneider + Schumacher (de) de Francfort qui a remporté un concours en 2009. Elle est inaugurée le 26 mai 2013 et a reçu plusieurs prix d'architecture.
L'église est dédiée à la contemplation silencieuse par les chrétiens de toutes les confessions et est ouverte en permanence,. Elle est gérée par la Förderverein Autobahnkirche Siegerland. L'association organise une dévotion du week-end, le vendredi, et des événements culturels occasionnels, à thème religieux, comme la musique sacrée.

## Architecture
L'extérieur est basée sur des éléments géométriques simples, tels que des triangles, la plupart du temps en blanc. La silhouette fait allusion au pictogramme des églises routières allemandes. Elle ressemble à un morceau de papier plié, avec une allusion à deux tours. La zone d'entrée présente une installation typographique de Peter Zizka (en), citant le Psaume 91:10 : « Er hat seinen Engeln befohlen dich zu behüten auf allen deinen Wegen », en français : Car il ordonnera à ses anges de te garder dans toutes tes voies.
L'intérieur, dominé par le bois, contraste avec l'extérieur abstrait. Une structure « organique », en bois, rappelle une tente,. Une structure autoportante en bois est centrée sur l'autel, mise en valeur par un éclairage indirect.

## Récompenses
L'édifice a fait l'objet des récompenses suivantes :
- Iconic Awards 2013[6].
- Prix du DAM pour l'architecture en Allemagne (de) 2013[7].
- Prix AIT (de) 2014[8].
- Publikumspreis A  + prix de l'édifice religieux le plus spectaculaire 2014[9].

### Source de la traduction
- (en) Cet article est partiellement ou en totalité issu de l’article de Wikipédia en anglais intitulé « Autobahnkirche Siegerland » (voir la liste des auteurs).